# Vladyka
Vladyka je označení příslušníka nižší šlechty používané v Království českém a Markrabství moravském zhruba do 16. století.

## Postavení ve stavovské hierarchii
Vladykové byli drobní šlechtici, kteří sídlili na venkovském dvoře či tvrzi a živili se hospodařením na své půdě nebo ve službě panovníkovi jako nižší správní, soudní a vojenští úředníci. Často byli velmi chudí. Ke šlechtě, k urozeným, patřili proto, že byli osobně svobodní a jejich pozemkové vlastnictví bylo zapsáno v zemských deskách. Tato společenská vrstva bývá též nazývána zemani. Někdy se však rozlišuje mezi zemanem a vladykou, kdy je u zemana zdůrazňován vztah k vlastnictví půdy a u vladyky spíše služebná funkce. Ve stavovské hierarchii stáli níže než rytíři, kteří se uplatňovali hlavně v oblasti vojenství, tento titul získávali za vojenské zásluhy a bývali panovníkem pasováni. (Nejnižší postavení měli panoši, nevlastnící pozemkový majetek a vstupující do služeb vyšší šlechty). V Čechách později převládlo pro označení nižší šlechty jako celku pojmenování vladyka, na Moravě byl spíše používán zeman. Od 16. století se v zemích Koruny české již rozlišovaly pouze dva stavy, stav panský (vyšší šlechta) a stav rytířský (veškerá nižší šlechta); titul vladyka postupně zanikl.
Vladykové, stejně jako vyšší šlechta, měli právo nosit erb. Vladyctví nebylo přísně uzavřeným stavem, zchudlé rody, jejichž členové přijali nešlechtická povolání, automaticky ztratily svůj status. Některé původem vladycké rody dosáhly povýšení do panského stavu, zchudlé panské rody naopak mohly spadnout do stavu vladyků. Vladycký titul býval udělován čerstvě povýšeným rodům. Vladyctví je však nutné odlišovat od erbovních měšťanů, tzn. lidí s městským právem, kteří dostali erb od panovníka; k tomuto titulu se nevztahovala šlechtická stavovská práva.

## Vzestup v 15. století
Za husitských válek se většina příslušníků nižší šlechty přidala ke straně podobojí, mnozí se stali husitskými hejtmany (vedle Jana Žižky např. Mikuláš z Husi, Jan Hvězda z Vícemilic), leckdy dosáhli značného majetku (např. Diviš Bořek z Miletínka). 15. století znamenalo i společenský vzestup vladyckého stavu, jejich zástupci se prosadili do zemských úřadů, někteří byli povýšeni do panského stavu (např. Kostkové z Postupic).
O obsazování nejvyšších zemských úřadů sváděli páni a vladykové boje. Koncem 15. století byla sjednána dohoda o rozdělení úřadů. Správu českých krajů vedli dva hejtmani, jeden za stav panský a jeden za vladycký, na dvacetičlenném zemském soudu zasedalo 8 nižších šlechticů. Od roku 1501 si páni vymohli, že do panského stavu může být přijat jen ten, jehož rod byl ve vladyckém stavu aspoň čtyři pokolení. Podobně se pak od roku 1564 mohl stát vladykou ten, kdo byl po tři generace panošem.

## Příklady vladyckých rodů
- Beřkovští ze Šebířova
- Harantové z Polžic a Bezdružic
- Mladotové ze Solopisk
- Balbínové z Vorličné
- Kamýci z Pokratic

Rody původem vladycké, povýšené do panského stavu:
- Trčkové z Lípy
- Bubnové z Litic
- Smiřičtí ze Smiřic

## Církevní užití
Jako vladyka je v Pravoslaví jednorázově oslovován liturgicky kněz. Trvale a oficiálně se tak označuje biskup včetně arcibiskupa, metropolity, patriarchy, prostě každý archijerej.